# Atlas V
«Атла́с V» (англ. Atlas V) — одноразова ракета-носій (РН) серії Атлас. Належить до ракет середнього класу. Спочатку вироблялася компанією «Локхід», потім альянсом «United Launch Alliance», сформованим спільно Локхідом і Боїнгом.
Починаючи із серпня 2002 року по травень 2011 року було здійснено 26 стартів, при яких була продемонстрована майже 100 % надійність ракети-носія.

## Старти Атлас V
Серед найбільш відомих стартів: Марсіанського розвідувального супутника та Нові обрії — дві дослідницькі програми НАСА, перша присвячена вивченню Марса, інша Плутона і його супутника Харона.
18 червня 2009 року ракета-носій в конфігурації 401 використовувалася для запуску «Місячного розвідувального супутника» (LRO). 5 серпня 2011 року було здійснено запуск КА Juno для вивчення Юпітера.
15 липня 2015 ракетою-носієм Atlas V, яка стартувала з пускового комплексу військово-повітряних сил США на космодромі на мисі Канаверал (штат Флорида) виведений на орбіту американський навігаційний супутник USA-262, також відомий як GPS IIF-10, GPS 2F-10, GPS SVN-72 та NAVSTAR 74.
У ніч на 20 січня 2018 року ракета-носій Atlas V з американським військовим супутником GEO-4 була успішно запущена компанією United Launch Alliance з космодрому на мисі Канаверал.
26 березня 2020 року ракета Atlas V вивела на орбіту супутник зв'язку Advanced Extremely High Frequency (AEHF) для космічних сил США. Система AEHF — високошвидкісна і стійка до злому і глушіння.
16 жовтня 2021 року ракета вивела у космос космічний апарат «Люсі», який направився до троянських астероїдів Юпітера аби вивчити їх властивості.
7 грудня 2021 року NASA почала місію по запуску у космос Лазерного ретранслятора зв'язку (LCRD). Ракета Atlas V 551 United Launch Alliance вирушила на орбіту, несучи супутники та технологічні експерименти в рамках місії 3 програми космічних випробувань Міністерства оборони США та Космічних сил США.
30 липня 2024 року ракета Atlas V в 101-й раз стартувала з космодрому на мисі Канаверал у Флориді з корисним навантаженням для національної безпеки США. Ракета була оснащена російським двигуном РД-180 та п'ятьма прискорювачами з твердим паливом. Компанія United Launch Alliance завершила місію доставлення надсектретного американського військового навантаження USSF-51 на геостаціонарну орбіту за допомогою ракети Atlas V. Цей запуск позначає завершення використання російських ракетних двигунів Пентагоном у зв'язку з переходом на власні американські ракети-носії. 

## Фото галерея

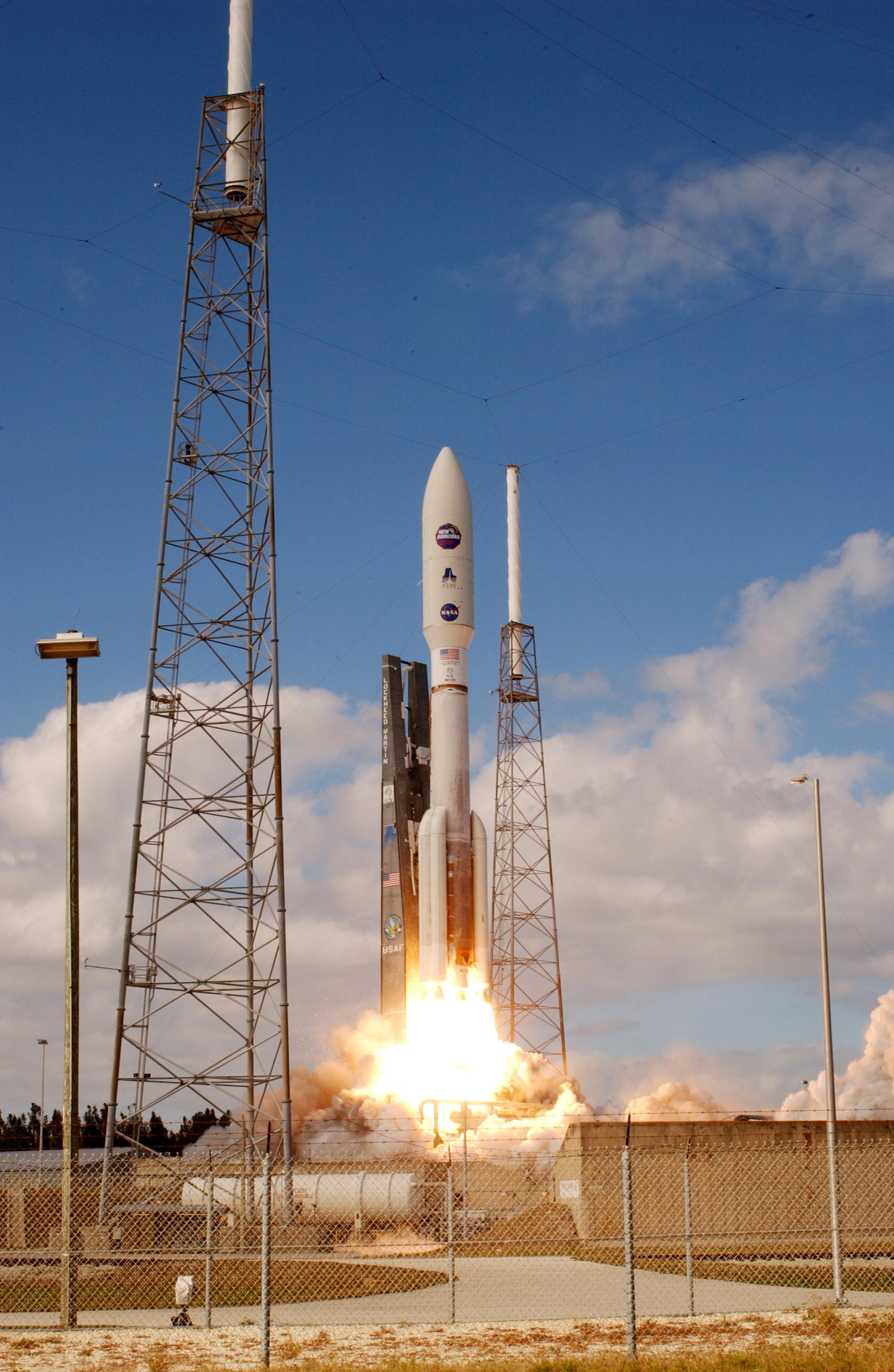
Старт РН Атлас V 551 з «Нові горизонти», Мис Канаверал
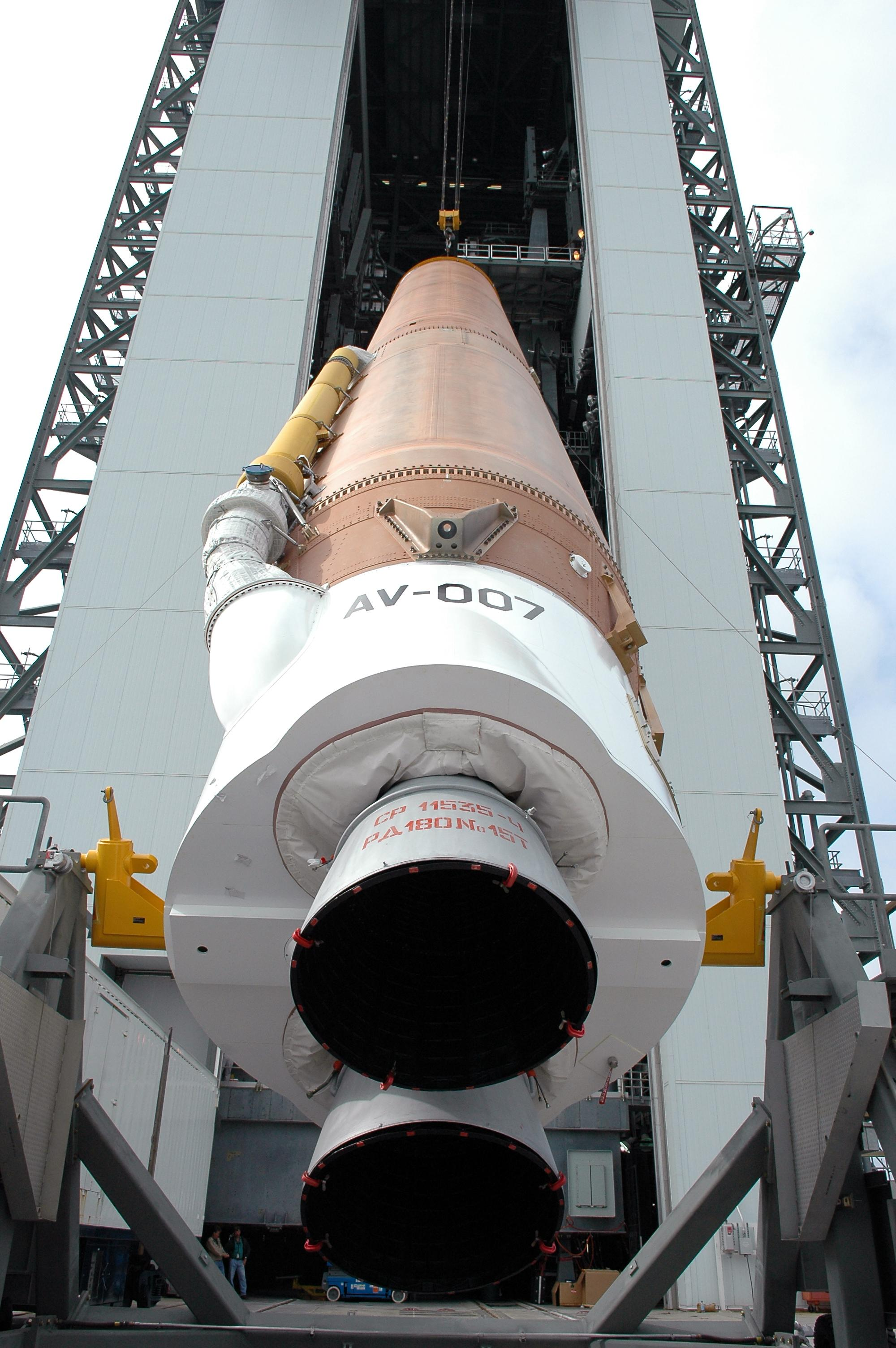
Установка РН Атлас V на стартовий стіл
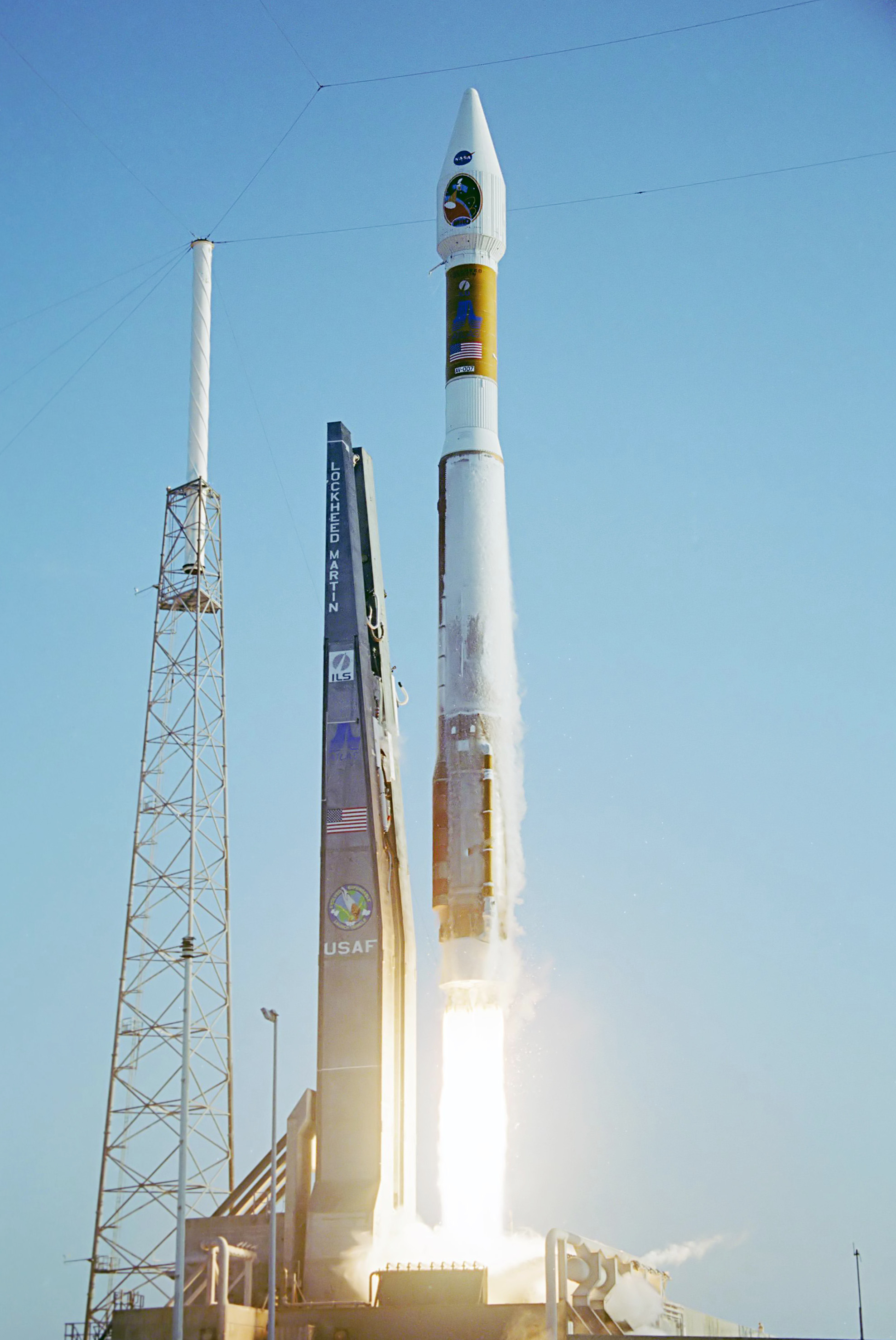
Старт РН Атлас V 401 з «Марсіанським розвідувальним супутником», Мис Канаверал, 12 серпня, 2005 року